# Pseudeuptychia
Pseudeuptychia är ett släkte av fjärilar. Pseudeuptychia ingår i familjen praktfjärilar.
Kladogram enligt Catalogue of Life:
| Pseudeuptychia | \| \| Pseudeuptychia hemileuca \| \| \| \| \| \| Pseudeuptychia languida \| \| \| \| |
|                | \| \| Pseudeuptychia hemileuca \| \| \| \| \| \| Pseudeuptychia languida \| \| \| \| |
|                | Pseudeuptychia hemileuca                                                             |
|                |                                                                                      |
|                | Pseudeuptychia languida                                                              |
|                |                                                                                      |